# Rallye Terre du Diois
 (juillet 2025).
Si vous disposez d'ouvrages ou d'articles de référence ou si vous connaissez des sites web de qualité traitant du thème abordé ici, merci de compléter l'article en donnant les références utiles à sa vérifiabilité et en les liant à la section « Notes et références ».
Le Rallye Terre du Diois (auparavant Rallye du Désert) est un rallye automobile sur terre, organisé dans la Drôme par la FFSA et par l’Association Sportive Automobile de la Drôme (ou ASA Drôme). Plusieurs fois présent au sein du championnat de France des rallyes terre, Il est comptabilisé pour les championnats des pilotes et des copilotes.

## Histoire
Ce rallye est, comme son nom l'indique, organisé sur les terres du Diois, parcourant les multiples pistes forestières des montagnes qui encerclent la plaine de Die et de la haute vallée de la Drôme. Le Rallye Terre du Diois est aussi reconnu pour la qualité des épreuves spéciales choisies, alliant technique et paysages sur les contreforts du Massif du Vercors.
Certaines spéciales comme La Croix de Justin (existant en plusieurs versions, utilisées alternativement d'une année sur l'autre) étaient à l'époque considérées comme les plus belles spéciales du championnat de France des rallyes sur terre (Sébastien Loeb vainqueur du classement 2 roues motrices en 2000 étant lui-même de cet avis.[réf. nécessaire]). 
Le Rallye Terre du Diois s'est déroulé de 1996 à 2009, sur deux jours de compétition, à la même période : fin juin / début juillet.
Annulé une première fois en 2005, puis une seconde fois en 2010, le rallye n'a plus été couru pendant plusieurs années.
L'ASA Drôme annonce sa reprise pour la saison 2016.

## Palmarès

### 2016
- Moderne : Julien Maurin et Olivier Ural sur Skoda Fabia R5
- VHC : Ferran Font et Julia Oriol sur Ford RS2000

### 2009
1. Dominique Bruyneel et Jean-Charles Descamps sur Subaru Impreza WRC
2. Paul Chieusse et Didier Meffre sur Peugeot 206 WRC
3. Cédric Chérain et Alain Robert sur Subaru Impreza

### 2008
1. Thomas Privé et Patrice Zurro sur Mitsubishi Lancer Evo GrN
2. Julien Maurin et Gilles Thimonier sur Subaru Impreza GrN
3. Xavier Villepreux et Julien Giroux sur Mitsubishi Lancer Evo GrN

### 2007
1. Arnaud Morel et Olivier Belot sur Mitsubishi Lancer Evo GrA
2. Bryan Bouffier et Benjamin Boulloud sur Mitsubishi Lancer Evo GrN
3. Jean-Marie Cuoq et Pascal Duffour sur Peugeot 307 WRC

- Coupe Peugeot 206 : Sébastien Ogier et Julien Ingrassia

### 2006
1. Serge Gillouin et Patrice Roissac sur Citroën Saxo T4
2. Laurent Eydoux et François Guerin sur Citroën Saxo T4
3. Agostin Turvani "Tchine" et Philippe Dupuy sur Mitsubishi Lancer Evo

### 2005
Épreuve annulée

### 2004
1. Michel Sambourg et Louis Biet sur Subaru Impreza WRC (Champion de France)
2. Jean-Claude Lavigne et Alain Therond sur Subaru Impreza WRC
3. Bernard Munster et Jean-François Elst sur Subaru Impreza

- 1er Volant et Coupe Peugeot 206 : Thierry et Hubert Brun
- Trophée Citroën Saxo T4 : Olivier Marty et Antoine Paque

### Années précédentes
- 2003 Jean-Pierre Richelmi et Freddy Delorme sur Ford Focus WRC (Champions de France);
- 2002 Gilbert Magaud et Jean-François Gastinel sur Lancia Delta (Champions de France);
- 2001 Jean-François Mourgues et Guilhem Zazurca sur Subaru Impreza WRC (Champions de France);
- 2000 Simon Jean-Joseph et Jack Boyere sur Subaru Impreza;
- 1999 Frédéric Dor et Philippe Viale sur Subaru Impreza;
- 1998 Christophe Spiliotis et Hervé Thibaud sur Subaru Impreza;
- 1997 Denis Menestrier et Sabine Ghilardi sur Mitsubishi Lancer Evo;

### Rallye du Désert
- 1996 : Philippe Malfatto et Charles Clemente sur VW Golf GTI;
- 1983 : François Chauche et Thierry Barjou sur Talbot Samba Rallye;
- 1982 : Maurice Chomat et Didier Breton sur Citroën Visa;
- 1981 : François Chauche et Thierry Barjou sur Peugeot 104 ZS;
- 1980 : Patrick Chaperot et Puggioni sur Porsche 911.

## Communes traversées
Liste non exhaustive des communes souvent traversées par le Rallye Terre du Diois :
Aix-en-Diois, Aurel, Barnave, Barsac, Chamaloc, Die, Espenel, Molières-Glandaz, Montmaur-en-Diois, Pennes-le-Sec, Ponet/Saint-Auban, Pontaix, Pradelle, Recoubeau-Jansac, Rimon-et-Savel, Romeyer, Saillans, Saint-Benoit-en-Diois, Sainte-Croix, Saint-Roman, Vercheny...